# Inder im Vereinigten Königreich

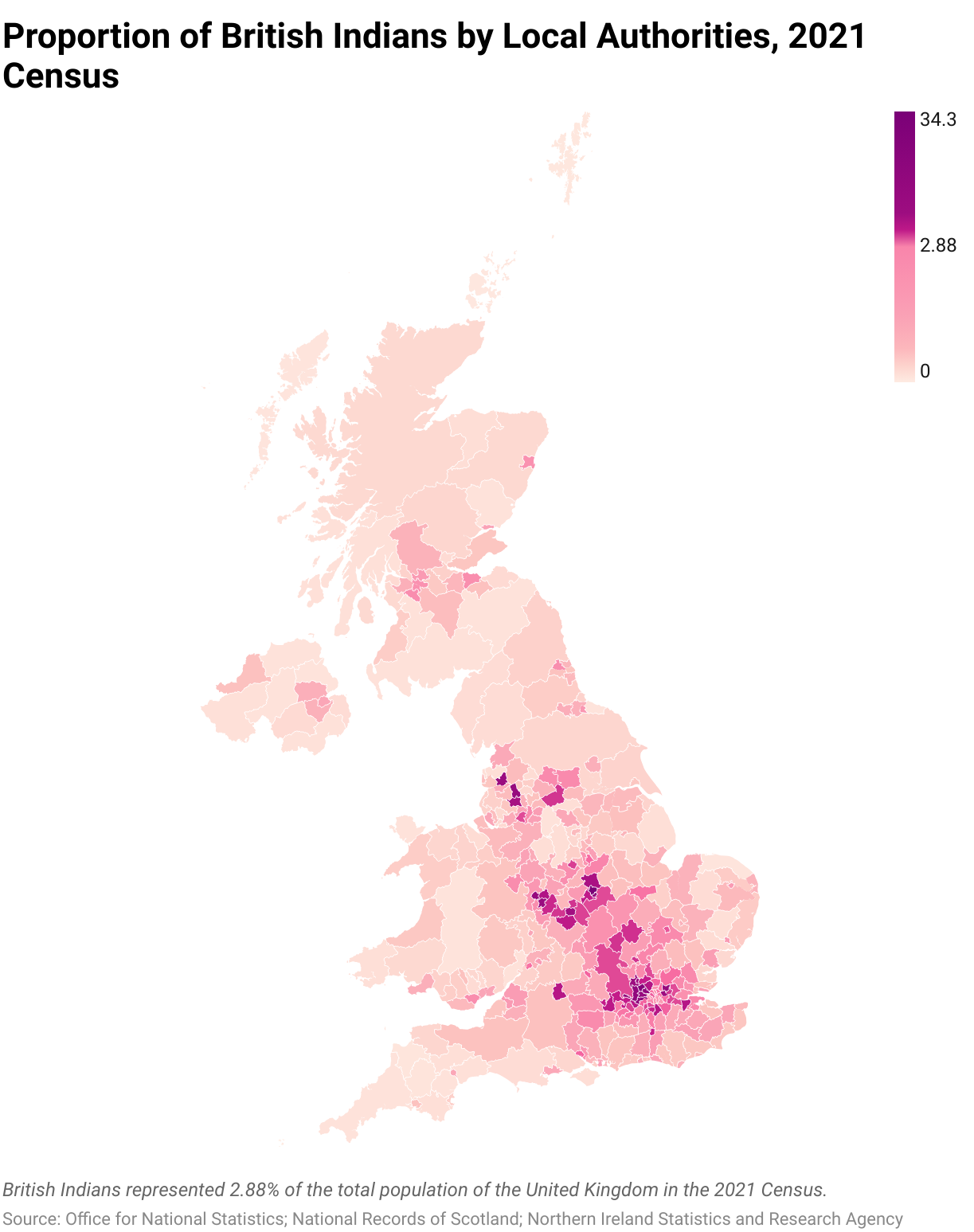
Anteil der Inder im Vereinigten Königreich (2021)

Die Inder im Vereinigten Königreich (englisch: British Indians) sind eine der im Vereinigten Königreich lebenden ethnischen Minderheiten. Unter den asiatischen Briten (Asian British) sind sie vor den britischen Bangladeschern und den britischen Pakistanern die größte Gruppe. Die Präsenz von Indern in Großbritannien geht auf die Kolonialzeit zurück, als die Britische Ostindien-Kompanie und das Britische Weltreich über den indischen Subkontinent herrschten. Nach dem Zweiten Weltkrieg und der Unabhängigkeit Indiens kam es zu einer verstärkten Einwanderung von Indern ins Vereinigte Königreich, welche meistens nach England in Großstädte wie Manchester, Birmingham oder London zogen, wo ihr Anteil an der Bevölkerung am höchsten ist. Nicht alle Inder wanderten direkt aus Indien ein, sondern zahlreiche kamen auch aus ehemaligen britischen Kolonien in der Karibik oder Afrika. Im Jahre 2021 lebten knapp zwei Millionen Menschen indischer Abstammung im Vereinigten Königreich, knapp drei Prozent der Gesamtbevölkerung. Zahlreiche Briten indischer Abstammung verfügen über die britische Staatsbürgerschaft und sind im Land geboren.
Rishi Sunak wurde am 25. Oktober 2022 Premierminister des Vereinigten Königreichs und damit die erste Person indischer Abstammung, die Premierminister wurde.

## Geschichte der Inder im Vereinigten Königreich
Zu den ersten Indern, die sich im Vereinigten Königreich niederließen, gehörte ein kleiner Junge namens Peter Pope, der 1612 vom Kommandanten eines holländischen Schiffes, das auf dem Weg nach Myanmar war, an einen englischen Seemann übergeben wurde. Der Junge wurde 1614 nach England gebracht, wo er in die Obhut des Kaplans Patrick Copland kam, der ihm später das Lesen und Schreiben in englischer Sprache beibrachte. Seine Ausbildung in England wurde von der East India Company bezahlt. Er konvertierte zum Christentum und kehrte später nach Indien zurück. Die in ganz Asien tätige East India Company warb auch viele indische Seeleute an. Viele konnten sich dann aufgrund des hohen Preises keine Rückreise leisten und hatten keine andere Wahl, als sich in London niederzulassen. Es gab auch einige sogenannte Ayahs, Hausangestellte und Kindermädchen wohlhabender britischer Familien, die ihre Arbeitgeber zurück nach Großbritannien begleiteten, als ihr Aufenthalt in Südasien zu Ende war. Daneben gab es auch einige indische Frauen, die britische Soldaten heirateten und dadurch ins Land gelangten. Einer der berühmtesten frühen indischen Einwanderer in Großbritannien war Sake Dean Mahomet, ein Kapitän der East India Company und gebürtig aus Patna in Bihar. 1810 gründete er das erste indische Restaurant in London, das Hindoostanee Coffee House. Er wird auch für die Einführung von Shampoo und der indischen Küche im Vereinigten Königreich geschätzt. Im Juli 1841 wurde David Ochterlony Dyce Sombre, ein in Indien geborener Anglo-Inder, als erste Person indischer Abstammung in das britische Parlament gewählt. Zum zweiten Abgeordneten wurde 1892 der Parse Dadabhai Naoroji, der die britische Herrschaft in Indien kritisierte und später Präsident des Indian National Congress wurde. Im Jahr 1931 lebten laut Volkszählung knapp 10.000 Inder im Vereinigten Königreich, darunter knapp 2000 Studenten. Inder leisteten sowohl im Ersten als auch im Zweiten Weltkrieg wichtige Dienste für die Briten, wobei Millionen Soldaten auf Seiten der Briten kämpften.
Nach dem Zweiten Weltkrieg und dem Zerfall des Britischen Weltreichs nahm die indische Migration in das Vereinigte Königreich in den 1950er und 1960er Jahren stark zu. Dies war zum Teil auf den British Nationality Act von 1948 zurückzuführen, der die Einwanderung aus dem Commonwealth mit sehr wenigen Einschränkungen ermöglichte. Die britische Wirtschaft litt in der Nachkriegszeit unter einem starken Mangel an Arbeitskräften, weshalb zahlreiche Inder angeworben wurden, um u. a. in der Industrie der Midlands zu arbeiten. Eine große Zahl von Gujaratis arbeitete in der Textilindustrie im Nordwesten des Landes, während Sikhs aus dem Punjab in London und anderen Städten häufig als selbständige Unternehmer kleine Länder eröffneten. Auch für den neu geschaffenen National Health Service wurden viele Inder angeworben und speziell Arbeitskräfte nach britischen Standards ausgebildet. Diese frühe Zuwanderung, die vorwiegend aus dem ländlichen Raum Indiens kam, endete mit dem Commonwealth Immigrants Act von 1962, der Zuwanderung auf Personen mit hoher Qualifikation beschränkte. Zudem machten nationalistische Politiker wie Enoch Powell in den 1960er Jahren Stimmung gegen Migration und Migranten. In den 1960er und 1970er Jahren kamen zahlreiche Inder, vor allem Gujaratis aus Ostafrika, aber auch eine beträchtliche Anzahl von Punjabis, die bereits britische Pässe besaßen, in das Vereinigte Königreich, nachdem sie aus Kenia, Uganda und Sansibar vertrieben worden waren. Viele dieser Menschen hatten in Afrika als Ladenbesitzer und Händler gearbeitet und eröffneten nach ihrer Ankunft im Vereinigten Königreich eigene Geschäfte. Im Jahr 2001 machten ostafrikanische Inder 16 % der gesamten britisch-indischen Bevölkerung aus. Sie waren in der Folgezeit ökonomisch sehr erfolgreich. Ab den 1990er Jahren wanderten viele hochqualifizierte Fachkräfte aus Indien ein, wodurch der Anteil der Inder in England zwischen 2001 und 2021 von 1,8 % auf 3,3 % weiter anstieg.

## Demografie

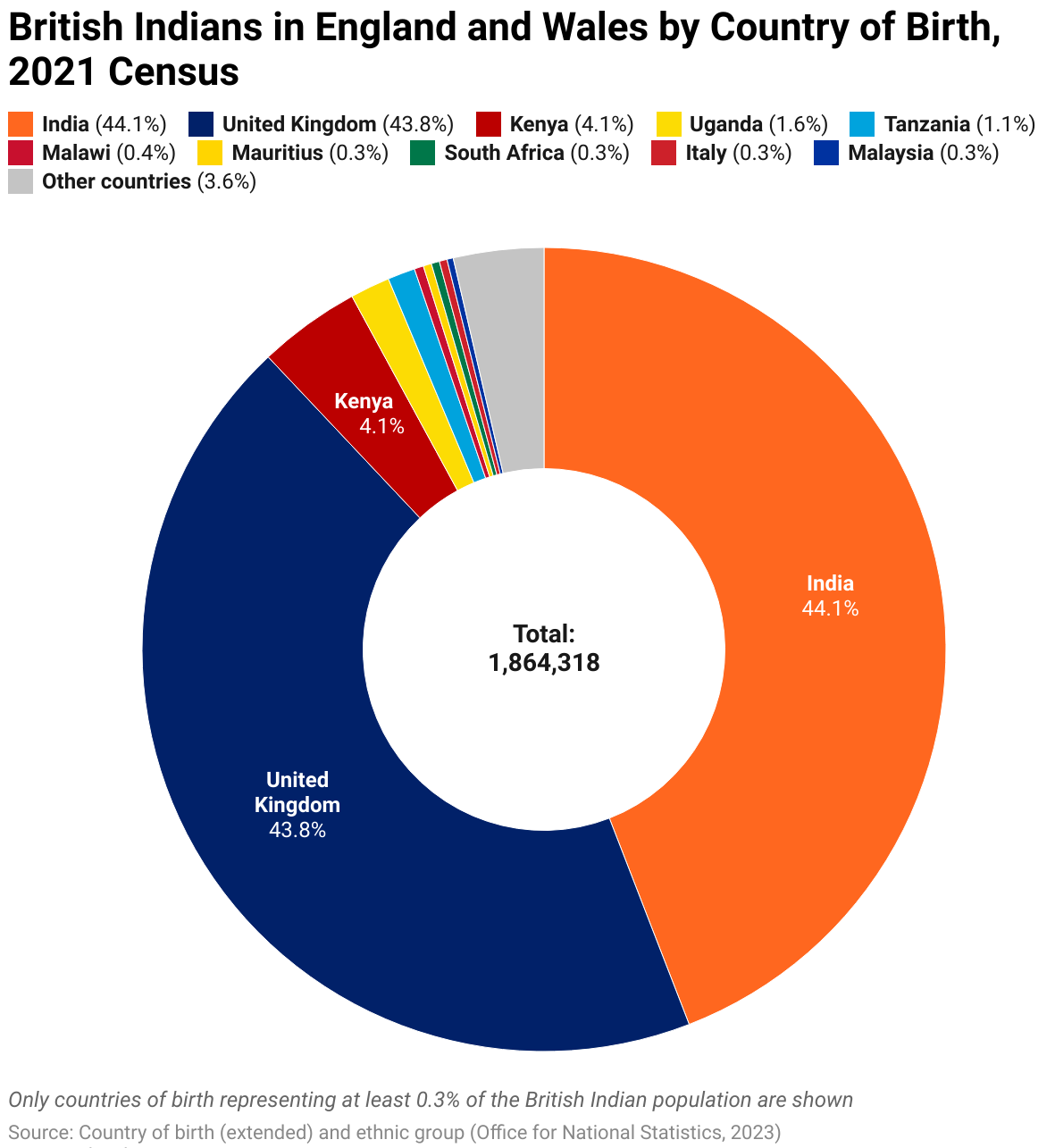
Geburtsland von Indern in England und Wales (2021)

Die Inder im Vereinigten Königreich bilden die linguistische, ethnische und religiöse Vielfalt in ihrem Herkunftsland ab. Knapp die Hälfte der indischen Bevölkerung im Vereinigten Königreich gehört der Gruppe der Gujarati an, welche knapp die Hälfte aller Inder im Lande ausmachen. Bedeutende Gruppen kommen auch aus dem Punjab, Kerala, Bihar, Westbengalen und Uttar Pradesh. 2021 war der Hinduismus mit einem Anteil von 42,8 % die größte Religion, gefolgt vom Sikhismus (20,8 %), dem Islam (13,3 %), dem Christentum (12,1 %) und dem Buddhismus (0,2 %). Ein knappes Zehntel der Inder im Land hatte keine Religion, gehörte einer anderen Religionsgruppe an oder machte keine Angaben zu ihrer Religion.
42,9 % der Personen aus der indischen Volksgruppe wurden im Vereinigten Königreich geboren. 41,9 % wurden in Südasien und 11,1 % in Süd- und Ostafrika (z. B. Uganda, Kenia und Tansania) geboren.

### Regionale Verteilung
Bei der Volkszählung 2021 wurden in England und Wales 1.864.318 Menschen indischer Herkunft erfasst, was einem Anteil von 3,1 % der Bevölkerung entspricht. In Nordirland lag die entsprechende Zahl bei 9.881 oder 0,5 % der Bevölkerung. Die Volkszählung in Schottland wurde um ein Jahr verschoben und fand 2022 statt. Es wurde einer ethnisch indische Bevölkerung von 52.951 Personen ermittelt, was 1,0 % der Bevölkerung entsprach.
Die Stadt mit dem höchsten Anteil an Indern im gesamten Land war Leicester, wo sie 2021 knapp ein Drittel der Bevölkerung ausmachten. In London waren die Boroughs Harrow, Hounslow und Brent Hochburgen der indischen Bevölkerung.
| Region                    | 2021          | 2021   | 2011      | 2011   | 2001      | 2001   | 1991    | 1991   |
| Region                    | Anzahl        | Anteil | Anzahl    | Anteil | Anzahl    | Anteil | Anzahl  | Anteil |
| ------------------------- | ------------- | ------ | --------- | ------ | --------- | ------ | ------- | ------ |
| England                   | 1.843.248     | 3,26 % | 1.395.702 | 2,63 % | 1.028.546 | 2,09 % | 823.821 | 1,75 % |
| —Greater London           | 656.272       | 7,46 % | 542.857   | 6,64 % | 436.993   | 6,09 % | 347.091 | 5,20 % |
| —West Midlands            | 276.030       | 4,64 % | 218.439   | 3,90 % | 178.691   | 3,39 % | 158.731 | 3,08 % |
| —South East               | 241.537       | 2,60 % | 152.132   | 1,76 % | 89.219    | 1,12 % | 64.888  | 0,87 % |
| —East Midlands            | 229.831       | 4,71 % | 168.928   | 3,73 % | 122.346   | 2,93 % | 98.859  | 2,50 % |
| —North West               | 140.413       | 1,89 % | 107.353   | 1,52 % | 72.219    | 1,07 % | 55.823  | 0,83 % |
| —East of England          | 136.974       | 2,16 % | 86.736    | 1,48 % | 51.035    | 0,95 % | 39.292  | 0,78 % |
| —Yorkshire and the Humber | 81.322        | 1,48 % | 69.252    | 1,31 % | 51.493    | 1,04 % | 40.752  | 0,84 % |
| —South West               | 58.847        | 1,03 % | 34.188    | 0,65 % | 16,394    | 0,33 % | 10.915  | 0,24 % |
| —North East               | 22.021        | 0,83 % | 15.817    | 0,61 % | 10.156    | 0,40 % | 7.470   | 0,29 % |
| Schottland                | 52.951 (2022) | 0,97 % | 32.706    | 0,62 % | 15.037    | 0,30 % | 10.050  | 0,20 % |
| Wales                     | 21.070        | 0,68 % | 17.256    | 0,56 % | 8.261     | 0,28 % | 6.384   | 0,23 % |
| Nordirland                | 9.881         | 0,52 % | 6.198     | 0,34 % | 1.567     | 0,09 % | k. A.   | k. A.  |
| Vereinigtes Königreich    | 1.927.150     | 2,88 % | 1.452.156 | 2,30 % | 1.053.411 | 1,79 % | 840.255 | 1,53 % |

## Kultur

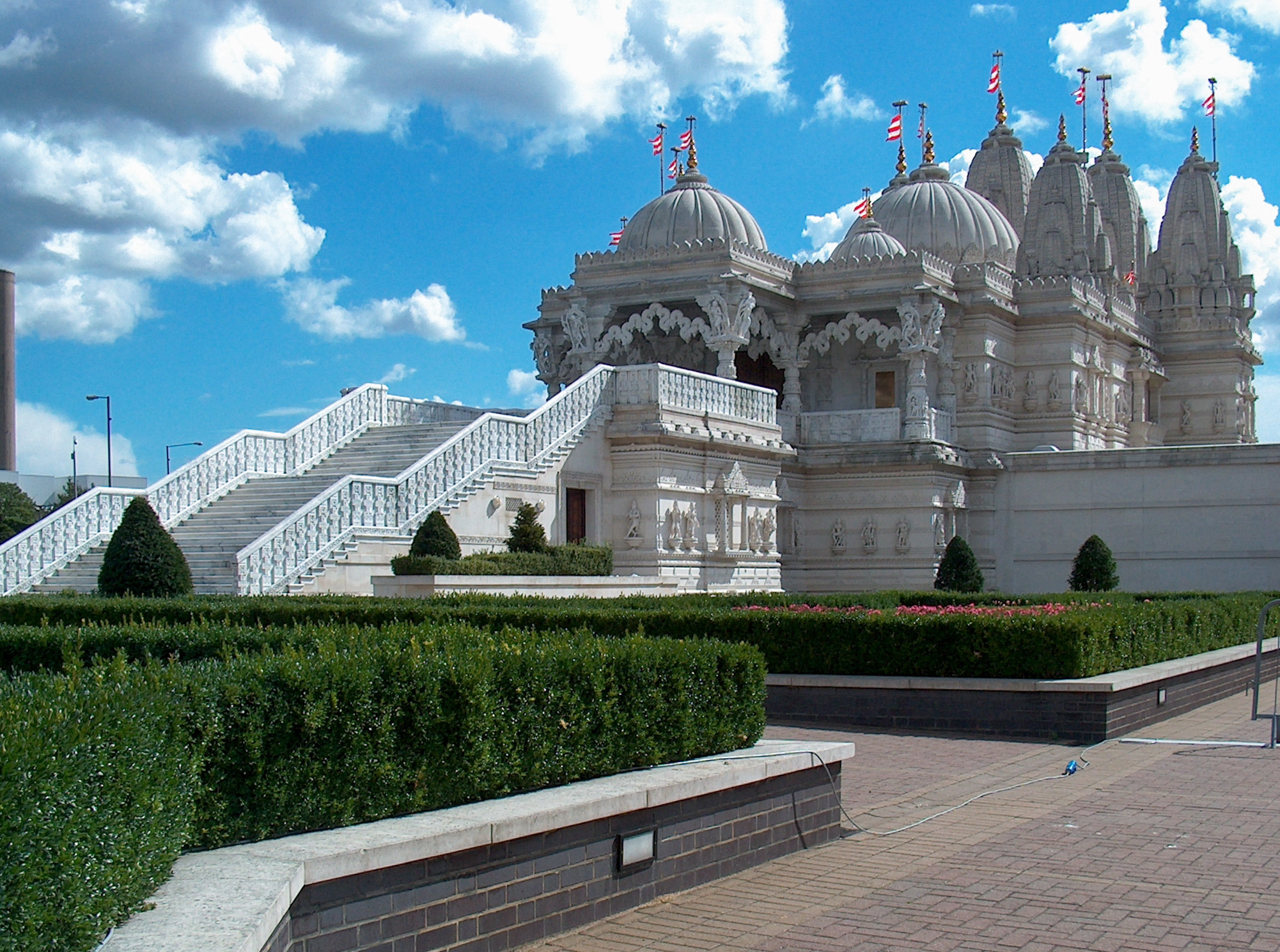
Der Neasden-Tempel in London gehört zu den größten Hindutempeln außerhalb Indiens

Inder haben zahlreiche Beiträge zum kulturellen Leben der modernen multikulturellen britischen Gesellschaft geleistet. Britische Inder haben wichtige Beiträge zur britischen Literatur geleistet. Ein bekanntes Beispiel ist der Schriftsteller Salman Rushdie, der 1981 den Booker Prize gewann. In jüngerer Zeit hat Nikesh Shukla mit Werken Aufmerksamkeit erregt, welche sich mit der modernen britisch-indischen Identität beschäftigen. Nach einer langjährigen Unterrepräsentation sind Inder und Südasiaten zunehmend auch in Film, Fernsehen und anderen Medien präsent.
Die indische Küche hat einen großen Einfluss auf die moderne britische Küche genommen. Indisches Curry wurde in den 1940er und 1950er Jahren im Vereinigten Königreich populär. 2008 gab es im Vereinigten Königreich knapp 9000 als Curry Houses bezeichnete indische Restaurants, die allerdings zu 90 % von Bangladeschern betrieben wurden. Aufgrund der hohen Popularität der indischen Küche sind indische Fertiggerichte auch in britischen Supermärkten zu kaufen und zahlreiche Briten kochen regelmäßig indische Gerichte zuhause. Das indisch-britische Gericht Chicken tikka masala gilt sogar als britisches Nationalgericht.
Verschiedene indisch-britische Fernsehsender und das BBC Asian Network richten sich an die indische bzw. südasiatische Minderheit.

## Soziale Lage
Eine Studie der Joseph Rowntree Foundation aus dem Jahr 2007 ergab, dass britische Inder unter den verschiedenen ethnischen Gruppen in Großbritannien die niedrigsten Armutsquoten hatten, gleich nach den weißen Briten. Von den verschiedenen ethnischen Gruppen wiesen Bangladescher (65 %), Pakistaner (55 %) und Schwarze afrikanischer Abstammung (45 %) die höchsten Armutsquoten auf; schwarze karibischer Abstammung (30 %), Inder (25 %), sonstige weiße (25 %) und weiße Briten (20 %) hatten die niedrigsten Quoten. Auch in den Schulen sind die Kinder indischer Migranten sehr erfolgreich. Ihre Leistungen in Mathe, Lesen und Schreiben wurden nur noch von chinesischen Kindern übertroffen und waren besser als die der weißen Briten. Inder gelten als überdurchschnittlich häufig in verschiedenen Berufen mit hohem Einkommen vertreten, darunter im Gesundheitswesen und in der Finanzbranche, weshalb sie auch einen höheren durchschnittlichen Stundenlohn als die weißen Briten erhalten. Besonders erfolgreich waren die Inder ostafrikanischer Abstammung, welche davor bereits in Afrika eine lokale Elite gebildet hatten, jedoch weitgehend mittellos im Vereinigten Königreich angekommen waren. Dieser große sozioökonomische Erfolg hat dazu geführt, dass die Inder als sogenannte Model minority bezeichnet wurden.
Britische Inder neigen historisch dazu, die Labour Party zu wählen. In jüngerer Zeit haben sich die Inder jedoch stärker der Conservative Party zugewendet, in der verschiedene Mitglieder der britisch-indischen Gemeinschaft führende Rollen einnehmen konnten, darunter Rishi Sunak, Priti Patel und Suella Braverman. Bei den Britische Unterhauswahlen 2017 stimmten etwa 58 Prozent der britischen Inder für Labour und 40 Prozent für die Konservativen. Eine im Jahr 2023 durchgeführte Studie ergab, dass indische und chinesische Wähler im Vergleich zu anderen ethnischen Minderheiten im Vereinigten Königreich wirtschaftlich eher konservativ orientiert waren, jedoch sozialliberale Positionen vertraten.

## Bekannte Briten indischer Herkunft

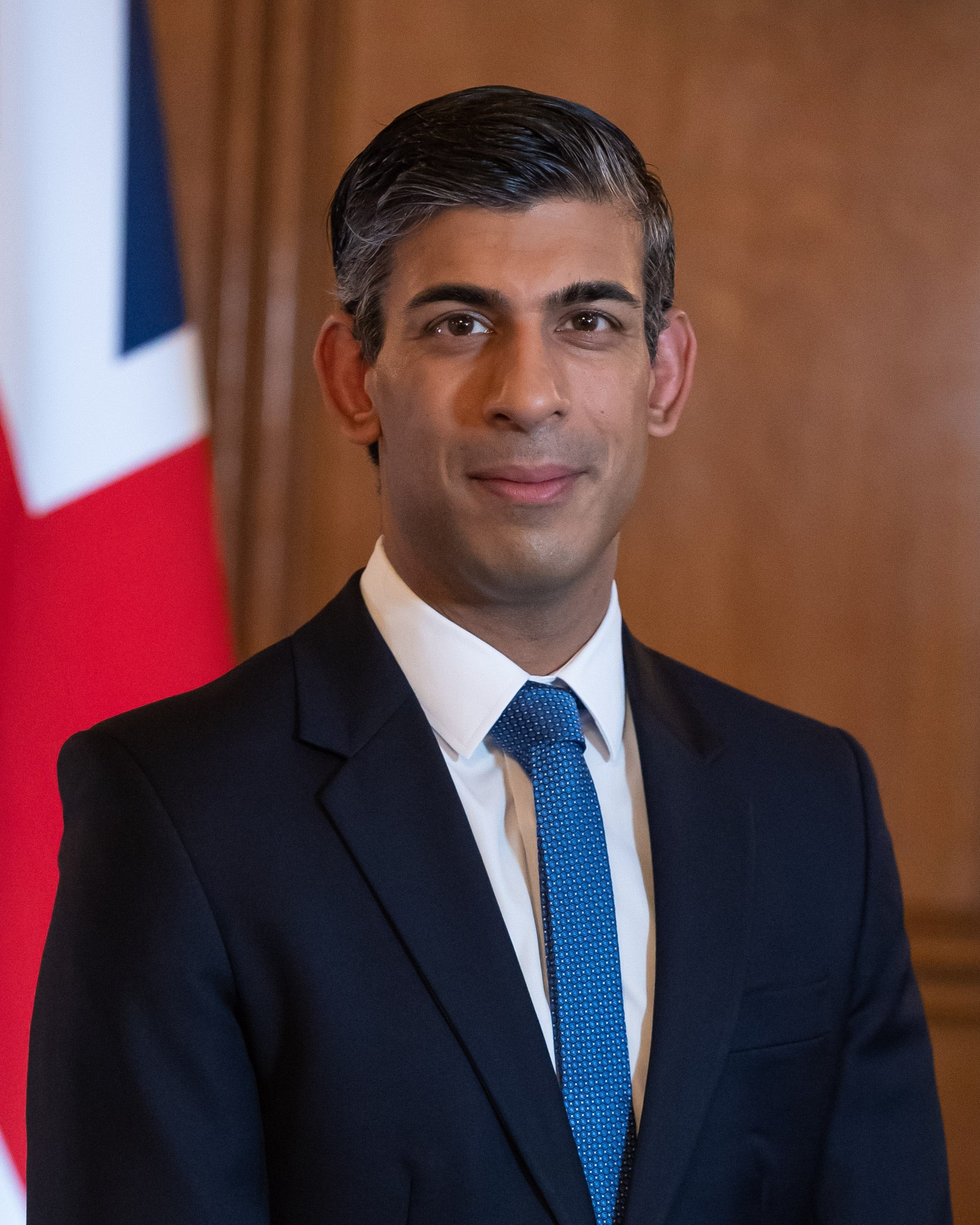
Rishi Sunak

- Sake Dean Mahomed (1759–1851), Autor und Therapeut
- Sophia Duleep Singh (1876–1948), Suffragette
- Kaikhosru Shapurji Sorabji (1892–1988), Musiker
- V. S. Naipaul (1932–2018), Schriftsteller, Literaturnobelpreisträge
- Bhikhu Parekh, Baron Parekh (* 1935), Politikwissenschaftler, Hochschullehrer und Autor
- Waris Hussein (* 1938), Filmregisseur
- Meghnad Desai, Baron Desai (1940–2025), Politiker, Ökonom und Hochschullehrer
- Ben Kingsley (* 1943), Schauspieler
- Raj Loomba, Baron Loomba (* 1943), Unternehmer und Politiker
- Freddie Mercury (1946–1991), Rocksänger
- Salman Rushdie (* 1947), Schriftsteller
- Tejinder Virdee (* 1952), Physiker
- Keith Vaz (* 1956), Politiker
- Shailesh Vara (* 1960), Politiker
- Anshu Jain (1963–2022), Bankmanager
- Simon Singh (* 1964),  Autor
- Nitin Sawhney (* 1964), Musiker
- Alok Sharma (* 1967), Politiker
- Nasser Hussain (* 1968), Cricketspieler
- Naveen Andrews (* 1969), Schauspieler
- Indira Varma (* 1973), Schauspielerin
- Mehdi Hasan (* 1979), Journalist
- Lisa Nandy (* 1979), Politikerin
- Nikesh Shukla (* 1980), Schriftsteller
- Rishi Sunak (* 1980), Politiker und Premierminister des Vereinigten Königreichs
- Jay Sean (* 1981), R&B-Sänger
- Michael Chopra (* 1983), R&B-Sänger
- Neil Taylor (* 1989), Fußballspieler
- Dev Patel (* 1990), Schauspieler
- Charli XCX (* 1992), Sängerin